# Edward Dawson
Edward John "Ed" Dawson, (Alford, Lincolnshire, 10 de outubro de 1907 - 24 de outubro de 1968) basquetebolista britânico que integrou a seleção canadense que conquistou a medalha de prata disputada nos XIII Jogos Olímpicos de Verão realizados em Berlim no ano de 1936.